# Hexchat
HexChat era un client IRC libero e multipiattaforma, fork di XChat. È stato originariamente chiamato XChat-WDK e sviluppato come alternativa alla versione shareware di XChat per Microsoft Windows, a causa del suo sviluppo incerto.
Lo sviluppo di HexChat è stato interrotto all'inizio del 2024 e tutto il suo codice è stato archiviato su GitHub.

## Caratteristiche
In confronto al progetto originale, HexChat ha un'interfaccia più semplificata.
Sono disponibili varie estensioni che aggiungono funzionalità al programma. Lo sviluppo di queste estensioni è facilitato dal supporto a vari linguaggi di programmazione.